# Paraneritius
Paraneritius is een geslacht van rechtvleugeligen uit de familie veldsprinkhanen (Acrididae). De wetenschappelijke naam van dit geslacht is voor het eerst geldig gepubliceerd in 1994 door Jago.

## Soorten
Het geslacht Paraneritius  is monotypisch en omvat slechts de volgende soort:
- Paraneritius paradoxus (Jago, 1994)